# Franziska Bertels
Pour les articles homonymes, voir Bertels.
Franziska Bertels (née le 24 octobre 1986) est une bobeuse allemande.  

## Palmarès

### Championnats du monde de bobsleigh
- : Médaille d'or en épreuve mixte en 2016 et 2017.
- : Médaille d'argent en épreuve mixte en 2015.
- : Médaille de bronze en bob à 2 en 2013.

### Coupe du monde
- 8 podiums  : 
  - en bob à 2 : 2 victoires, 4 deuxièmes places et 2 troisièmes places.

#### Détails des victoires en Coupe du monde
| Édition   | Bob à 2     |
| 2012-2013 | Igls Sotchi |